# أنارستان (إرم)
أنارستان (بالفارسية: انارستان) هي قرية تقع في إيران في قسم إرم الريفي. يقدر عدد سكانها بـ 18 نسمة بحسب إحصاء 2016.